# Nemesio Mosquera
Nemesio Mosquera Jiménez (Lima, 19 de diciembre de 1936-27 de junio de 2019) fue un futbolista peruano que se desempeñaba como delantero izquierdo. Fue medio hermano de los también delanteros Máximo Mosquera y Alfredo Mosquera.

## Trayectoria
Al igual que «Vides» Mosquera, Nemesio se identificaba con el lado izquierdo del ataque y lo convertía en el lugar favorito para los regates con que se haría conocido. También a instancias de su hermano mayor, pasó por el Deportivo Arica de Breña —en el que militaron tanto Vides como Tito Drago a nivel barrial— y por las divisiones menores de Alianza Lima. Pero su debut profesional fue con la casaquilla de Ciclista Lima en 1956. 
Este último equipo había tomado algunos jugadores de Alianza Lima para afrontar la campaña en el Torneo Profesional de ese año. Así, llegó a compartir plantel con jugadores como Juan Emilio Salinas y Enrique Tenemás, quien por entonces se desempeñaba como interior izquierdo y venía avalado por su hermano Vides, goleador del torneo el año anterior con once tantos con camiseta aliancista. 
Para 1957, ya conformado el cuadro tallarinero, Tenemás, Salinas y Mosquera se encontraron con un talento emergente: el de Miguel Loayza, cuando ya comenzaba a engalanar la cancha del Estadio Nacional.
En 1962 llegó su primera convocatoria a la selección peruana: fue llamado por José Gomes Nogueira para disputar el amistoso ante Inglaterra que serviría de revancha a la goleada peruana de 1959. Pudo disputar apenas un tiempo, pues ingresó para el complemento en reemplazo de Víctor Zegarra; pero poco pudo hacer para evitar la aplastante derrota blanquirroja. 
También jugó en el Defensor Arica, donde se encontró con talentos emergentes como Ottorino Sartor, Julio Meléndez y Ramón Mifflin, con los cuales conformó una columna vertebral de magnífico desempeño que acabó situando al equipo breñero en tercer lugar de la tabla del campeonato de ese año, y en el Juan Aurich, donde llegó a disputar la final nacional ante Sporting Cristal junto con jugadores como Hugo Lobatón, Eladio Reyes y Próspero Merino. 
Se retiró en el Deportivo Municipal de la primera división del Perú, donde jugó en cuatro etapas diferentes. 

## Clubes
| Club                | País | Año       |
| ------------------- | ---- | --------- |
| Ciclista Lima       | Perú | 1956-1960 |
| Deportivo Municipal | Perú | 1961      |
| Ciclista Lima       | Perú | 1962      |
| Deportivo Municipal | Perú | 1963-1964 |
| Defensor Arica      | Perú | 1965-1966 |
| Deportivo Municipal | Perú | 1966-1967 |
| Juan Aurich         | Perú | 1968-1969 |
| Deportivo Municipal | Perú | 1969-1970 |

## Selección peruana
| Torneo        | Rival      | Año  |
| ------------- | ---------- | ---- |
| Amistoso      | Inglaterra | 1962 |
| Sudamericano  | Cochabamba | 1963 |
| Eliminatorias | Uruguay    | 1965 |
| Eliminatorias | Venezuela  | 1965 |